# Déré Lydie Chabi Nah
Déré Lydie Chabi Nah est un haut fonctionnaire béninois. Depuis juin 2016, elle est la seule femme préfet du Bénin. Elle a sous sa juridiction, le département de l'Atacora situé au nord-ouest du pays,,,,.

## Biographie
Née dans un petit camp peulh de Kérou, localité enclavée située au nord-ouest du Bénin, Déré CHABI NAH est Juriste de formation. Diplômée en Administration Générale et Territoriale à l’École Nationale d’Administration du Burkina Faso, elle assume la charge de Préfet du Département de l’Atacora depuis juin 2016. Elle était l’unique femme préfète à la première mandature du Gouvernement Talon et actuellement[Quand ?] l’une des deux femmes sur les douze Préfets du Bénin, la première à occuper cette fonction dans le Département et la plus jeune à remplir cette fonction de haut commandement (Gouvernorat) dans toute l’histoire du Bénin. Elle concilie à la perfection son statut de Haut-fonctionnaire de l’État avec celui de militante engagée pour la promotion et la protection des droits des femmes et des enfants, les filles en particulier. 
Dans ce cadre, elle parraine le groupe afropop féminin Star Feminine Band et s'emploie à limiter le nombre de grossesses précoces qui privent les jeunes filles de leur scolarité. 
Elle a implémenté une gouvernance qualitative du secteur de l’éducation, sujet à d’importantes pesanteurs socioculturelles dans son département qui subit de plein fouet, à cause de sa mitoyenneté avec le Burkina Faso, les conséquences désastreuses de l’insécurité sous-régionale. Face aux statistiques alarmantes de grossesses précoces en milieu scolaire dans son département avant sa prise de fonction, elle a porté l’initiative zéro grossesse en milieu scolaire et dans les centres d’apprentissage aujourd’hui mise à l’échelle sur l’échiquier national avec des résultats satisfaisants.Pour son travail et son engagement, elle a été distinguée Championne de l’Egalité pour la fille par Plan International Bénin en 2017 et a récemment reçu la haute distinction d’Ambassadrice des Parcs par African Parks Network. 

## Vie privée
Déré Chabi Nah est mariée et mère de deux filles.

## Carrière
Déré Lydie Chabi Nah assure la fonction de Préfet de l'Atacora depuis juin 2021.